# Lobària
La lobària o herba freixurera (Lobaria) és un gènere de fongs ascomicots liquenitzats de l'ordre dels lecanorals (Lecanorales). Inclou unes 30 espècies de líquens que s'assemblen força a un pulmó.
Les espècies del gènere Lobaria són especials pel fet d'estar en simbiosi en tres parts, amb un fong, una alga i un cianobacteri. La presència del cianobacteri permet la fixació del nitrogen. La seva sensibilitat a la contaminació els fan un bon indicador de l'absència de pol·lució d'un ecosistema i sovint es troben en les comunitats clímax com els boscos vells d'Amèrica del Nord. Sota la doctrina dels signes, Lobaria pulmonaria de vegades s'ha usat en infeccions respiratòries, però no hi dades sobre la seva eficàcia. Lobaria pulmonaria té moderats efectes antiinflamatoris i efectes forts contra les úlceres en rates de laboratori.